# 周游斌
周游斌（1966年5月—），男，湖北麻城人，中华人民共和国外交官，曾任中华人民共和国驻拉瓦格领事。1995年10月加入中国共产党。

## 生平
周游斌毕业于武汉大学法学院和中国政法大学研究生院。1990年7月参加工作，在中国电子器材总公司任职。1992年5月，进入中华人民共和国外交部工作，先后在外交部办公厅、驻缅甸大使馆任职。2010年4月，任驻爱丁堡总领事馆副总领事。2012年9月，任驻加纳大使馆政务参赞。2015年7月，任外交部副司级干部。2015年10月，挂职中共云南省文山壮族苗族自治州州委常委、州人民政府副州长。2016年11月，任云南省交通运输厅副厅长。2019年1月，出任中华人民共和国驻拉瓦格领事。2022年7月，自驻拉瓦格领事离任。10月，出任中华人民共和国驻槟城总领事。